# Demetrius van Thessalonikikerk in Blagoesje
De Kerk van de Heilige Demitrius van Thessaloniki in Blagoesje (Russisch: Храм великомученика Димитрия Солунского на Благуше) is een Russisch-orthodoxe Kerk in het stadsdeel Sokolinaja van het Oostelijk Administratieve Okroeg van Moskou.

## Geschiedenis
Door de vestiging van een aantal fabrieken was de bevolking in 1906 in het gebied waar de kerk staat binnen 25 jaar vertienvoudigd. Alhoewel de bevolking gebruik kon maken van de naburige Verrijzeniskerk, nam de behoefte aan een eigen kerkgebouw steeds sterker toe. In 1896 had een kapitaalkrachtige inwoner, Dimitri Ermakov Florovich, 100.000 roebel nagelaten ten behoeve van de bouw van een kerk gewijd aan de heilige martelaar Demetrius van Thessaloniki en de heilige Anna. Metropoliet Vladimir van Moskou, die later door de bolsjewieken zou worden doodgemarteld, hield zich persoonlijk bezig met de bouw van het kerkgebouw. In 1908 werd door de architect Orlov een ontwerp gemaakt. Het ontwerp voorzag in een grote kerk in eclectische stijl. De nieuwe kerk bood plaats aan 3000 gelovigen. De totale bouw zou 164.000 roebel bedragen. Naast het legaat van Dimitri Ermakov Florovitsj waren er nog een groot aantal andere particuliere donateurs die de bouw van de kerk mogelijk maakten. Op 29 juli 1911 werd de voltooide kerk door de metropoliet ingewijd.

## De Sovjet-periode
In 1931 werd het kerkgebouw, 20 jaar na de wijding, op last van de bolsjewieken gesloten en overgedragen aan de NKVD. De kerk werd geschikt gemaakt voor een fabriek waar metaal werd gerecycled. Kruisen, koepels en een groot deel van de toren werden gesloopt. Op de plek waar ooit het altaar stond werd de smelterij geïnstalleerd.

## Heropening
De kerk keerde in 1991 terug naar de Russisch-orthodoxe geloofsgemeenschap. Het betrof hier wel een volledig in verval geraakt gebouw, in het geheel niet meer als kerk herkenbaar (foto 1, foto 2). In 1991 werden er weer kruisen op de haveloze gebouwen gezet. Onder leiding van de aartsbisschop heeft het herstel van de kerk op zeer energieke wijze plaatsgevonden.